# Антинейтрофильные цитоплазматические антитела
Антинейтрофильные Цитоплазматические Антитела (АНЦА, в английском варианте ANCA) — аутоантитела к компонентам цитоплазмы нейтрофилов. Встречаются при так называемых АНЦА-ассоциированных заболеваниях, в том числе при АНЦА-ассоциированных васкулитах. Выделяют классические, или цитоплазматические, АНЦА (цАНЦА, англ. cANCA) к протеиназе-3 и перинуклеарные АНЦА (пАНЦА, англ. pANCA) — к миелопероксидазе, эластазе и др. ферментам.

По одной из версий, АНЦА, атакуя нейтрофилы, приводят к их дегрануляции, разрушению с развитием воспалительных реакций. По данным некоторых исследователей, АНЦА ответственны за воспаление преимущественно мелких сосудов.

## Диагностическая ценность
АНЦА являются одними из лабораторных показателей, на основании которых подтверждается диагноз некоторых аутоиммунных заболеваний.
цАНЦА встречаются при гранулёматозе Вегенера и, наряду с клиническими признаками, являются важным признаком для верификации диагноза.
пАНЦА выявляются при:
- Микроскопическом полиангиите
- Синдроме Чарга-Стросс
- Первичном билиарном циррозе
- Синдроме Гудпасчера
- Неспецифическом язвенном колите